# Ternopil
Ternopil (ukrajinsky Тернопіль, Ternopil, česky a polsky Tarnopol či rusky Тернополь, Těrnopol) je město ležící v západní části Ukrajiny na řece Seret. Městem prochází hlavní železniční trať mezi Lvovem a Kyjevem a silnice Lvov – Vinnycja – Umaň. Ternopil je hlavním městem Ternopilské oblasti; žije zde přibližně 225 tisíc obyvatel.

## Historie

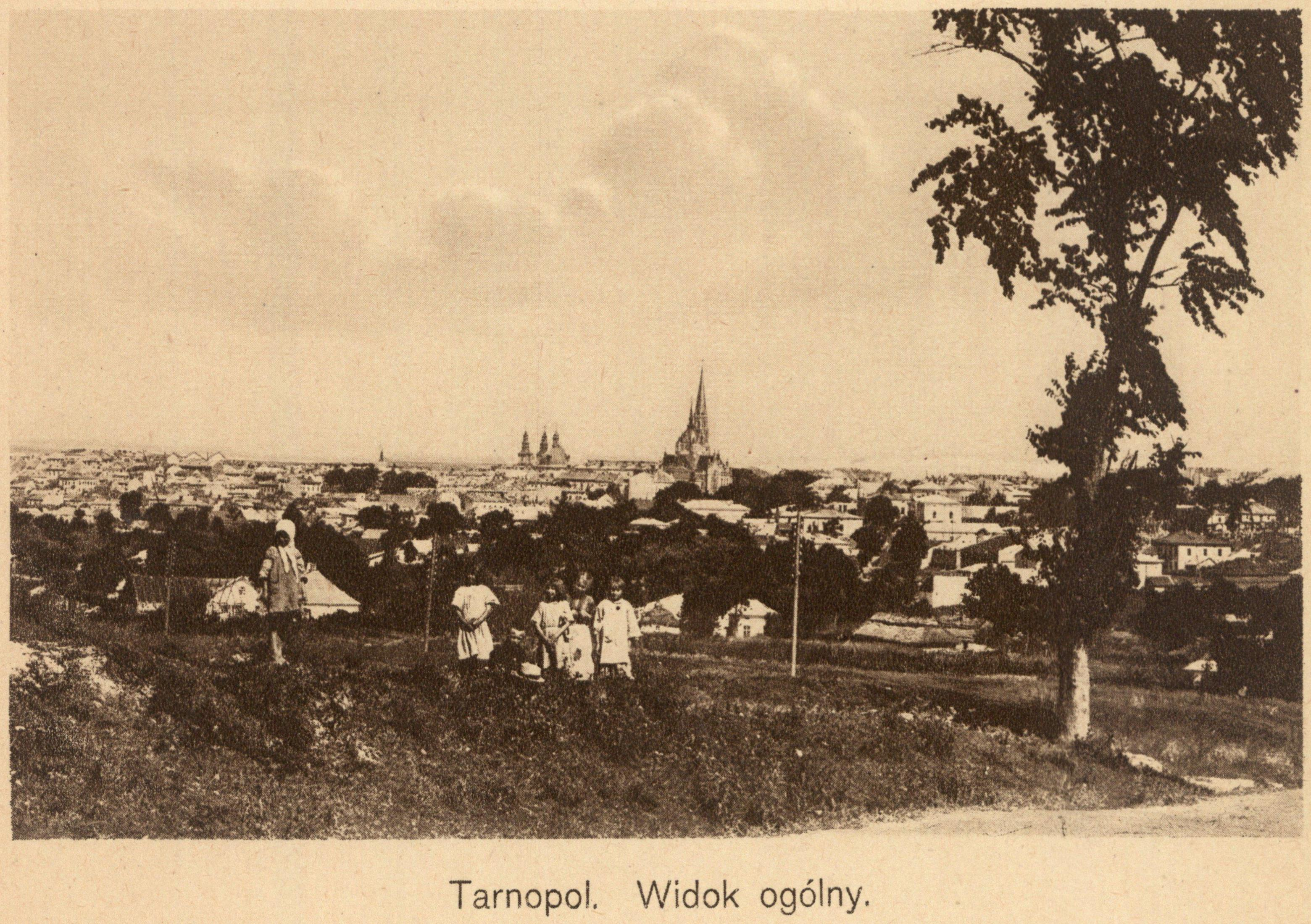
Panorama města kolem roku 1900

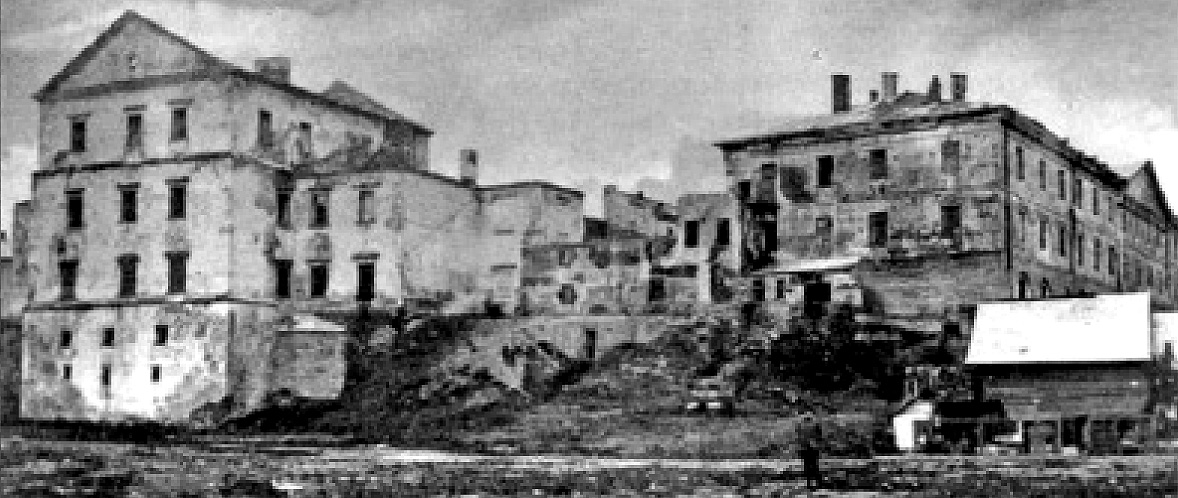
Starý a nový zámek po 1. světové válce

V letech 1434-1569 obec administrativně patřila do Polského království. V roce 1540 zde založil polský hejtman Jan Amor Tarnowski pevnost proti tatarským nájezdům. Roku 1548  polský král Zikmund I. Starý  sídlu potvrdil městská práva. V roce 1544 byl dostavěn Starý zámek a město odrazilo první útoky Tatarů. Na základě lublinské unie v roce 1569 připadlo Polsku. Během Chmelnického povstání bylo město vypáleno a zažilo pogromy na židovské obyvatelstvo. Za svou existenci bylo město několikrát vyplundrováno Turky a Tatary. Po prvním dělení Polska od roku 1772 patřilo Rakousku, v letech 1809 až 1815 Rusku, v letech 1815 až 1918 opět Rakousku, respektive Rakousku-Uhersku. Na přelomu 19. a 20. století prodělalo rychlý rozvoj a stalo se obchodním centrem oblasti. Na podzim 1915 probíhaly ve městě a v jeho okolí velké bitvy 1. světové války (mj. bitva u Zborova a následně u "Tarnopole") a byla před ním zastavena ofenziva rakousko-uherských a německých vojsk.

Po 1. světové válce bylo město střídavě součástí Ukrajinské lidové republiky, Polska a bolševického Ruska. Od konce listopadu 1918 do 2. ledna 1919 zde sídlila Západoukrajinská lidová republika. Od roku 1919 až do září 1939 bylo město součástí 2. polské republiky a hlavním městem jejího Tarnopolskéhu vojvodství. V září 1939 po přepadení Polska Německem bylo město připojeno k Sovětskému svazu (Ukrajinská SSR). V roce 1939 mělo město 40 000 obyvatel, z toho 77 % Poláků, 10 % Ukrajinců a relativně vysoký počet Židů. Od 3. července 1941 do 14. dubna 1944 bylo obsazeno nacistickým Německem. 23. března 1942 začal holocaust: 700 Židů bylo postříleno v lese Janowka, přes 3 300 Židů bylo posláno do koncentračního tábora Belzec. Polská Zemská armáda založená proti nacistické nadvládě tehdy bránila etnické Poláky proti násilí ukrajinských nacionalistů (UPA). Rudá armáda 15. dubna 1944 město osvobodila a zbořila synagógu, vypálenou Němci. Poté byl  Ternopil až do vyhlášení ukrajinské nezávislosti 24. srpna 1991 součástí Sovětského svazu. Nyní je jedním z 24 oblastních měst republiky Ukrajina.

## Současnost

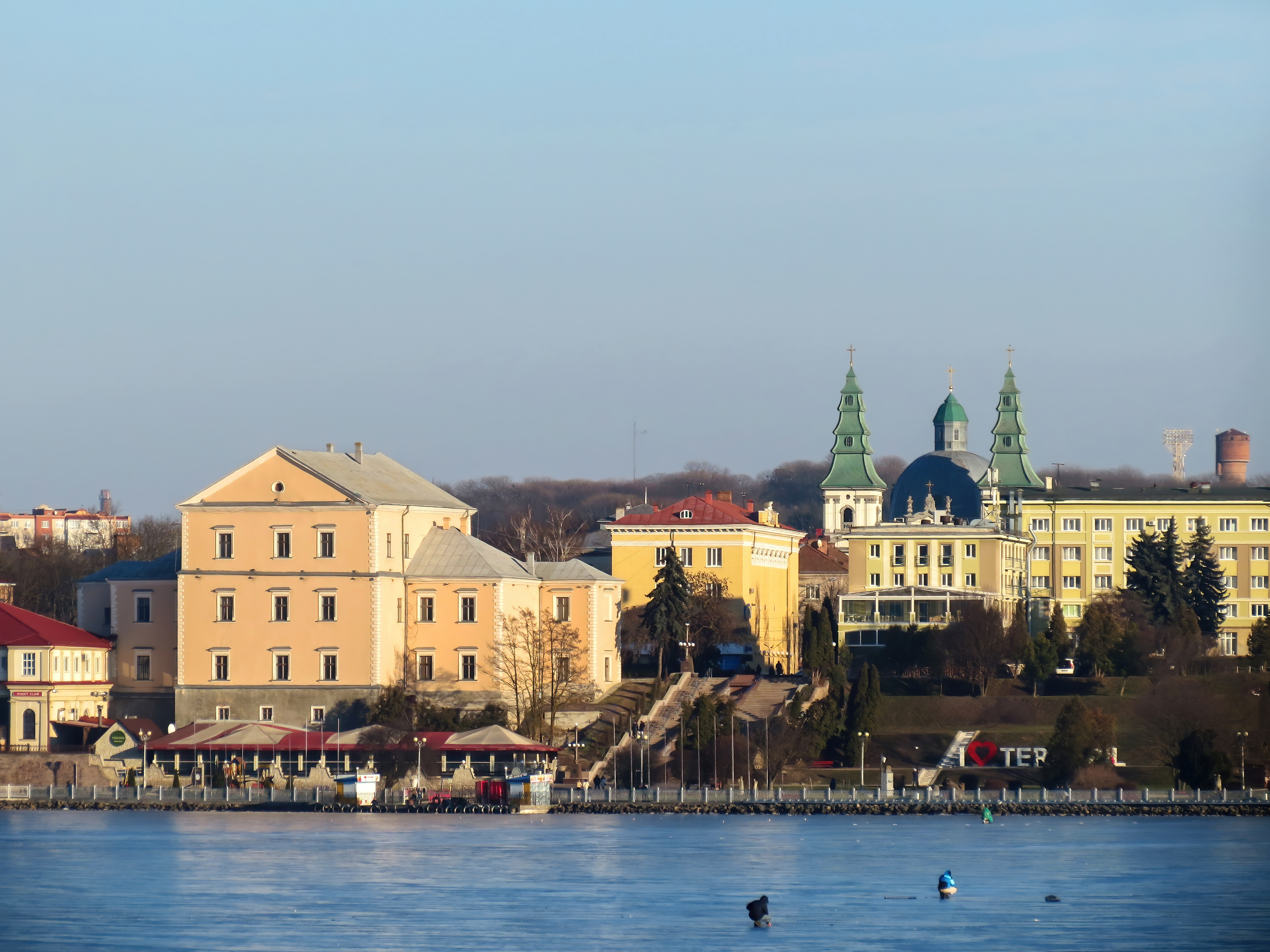
Současné panorama města

14. listopadu 2018 bylo město administrativně sloučeno se 7 obcemi: Hljadky (Глядки), Kobzaryvka (Кобзарівка), Kurivci (Курівці), Malašivci (Малашівці), Pleskivci (Плесківці), Černichiv (Чернихів) a Vertelka (Вертелка). Městská aglomerace měla v roce 2021 zhruba 221 000 obyvatel. Výstavba má převážně moderní charakter,  město je sídlem okresních úřadů, s administrativními budovami z poválečné doby, Ševčenkova činoherního divadla, filharmonie a několika muzeí a galerií. 
Na řece Seret byl již v době založení města zbudován velký rybník, který na počátku 20. století téměř zanikl, v padesátých letech byl přestavěn na nádrž o rozloze 3 km², jež v sovětské éře nesla název Komsomolské jezero.  Dnes slouží především rekreačním účelům a v jeho okolí se nacházejí rozlehlé parky.

## Hospodářství a doprava
Ve městě je zastoupen především potravinářský, bavlnářský, strojírenský (sklízecí kombajny) a farmaceutický průmysl. Ternopil je od roku 1870 důležitou stanicí na železniční trati Lvov – Chmelnyckyj – Žmerynka – Kyjev/Oděsa, další tratě vedou do Černovic, Šepetivky a Chodorivu. Město také leží na západovýchodním evropském silničním tahu E50, frekventovaná silnice vede severním směrem na Kremenec, Dubno a Rovne.

## Kultura

### Kulturní instituce

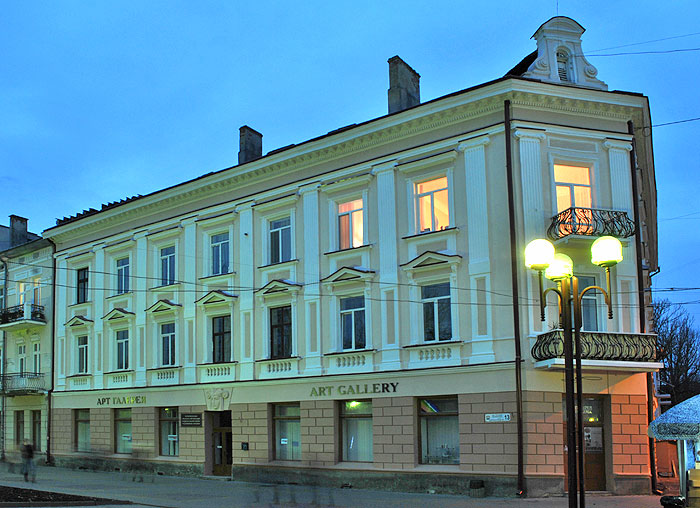
Ternopilská galerie

#### Muzea
Ve městě se nachází Vlastivědné muzeum města Ternopil, Regionální muzeum umění v Ternopilu, Muzeum politických vězňů, Literární muzeum, galerie a muzeum Ivana Puljuja.

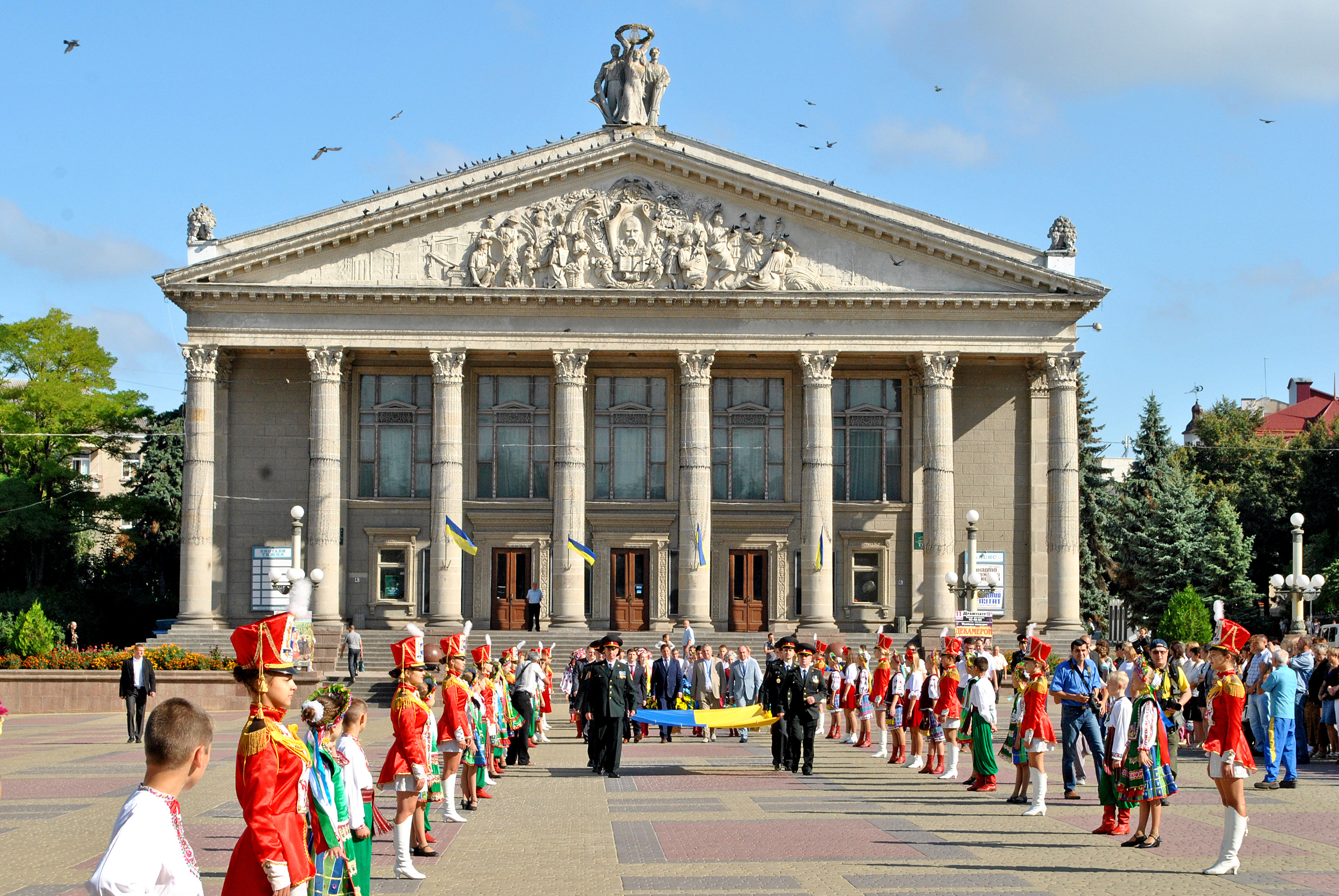
Ternopilské činoherní divadlo a Divadelní náměstí

#### Divadlo
Dříve na Ternopilsku byla populární šlechtická divadla, která se nacházela v zámcích a hradech šlechty. První veřejné divadlo bylo provizorní s názvem Besida a odehrálo pouze 20 dvadelních her.
Mezi kulturní instituce patří Ternopilské činoherní divadlo Tarase Ševčenka. Slavnostně bylo otevřeno v druhé polovině 40. let 20. století. Stojí přímo ve středu města na Divadelním náměstí.

#### Kulturní akce
Každý rok se pravidelně konají akce jako festival dětských písní Kryštalevyj žajvir, open-air koncert Fajne misto, rockový festival Nivroku a národní festival kozáckých písní Bajda.

## Památky

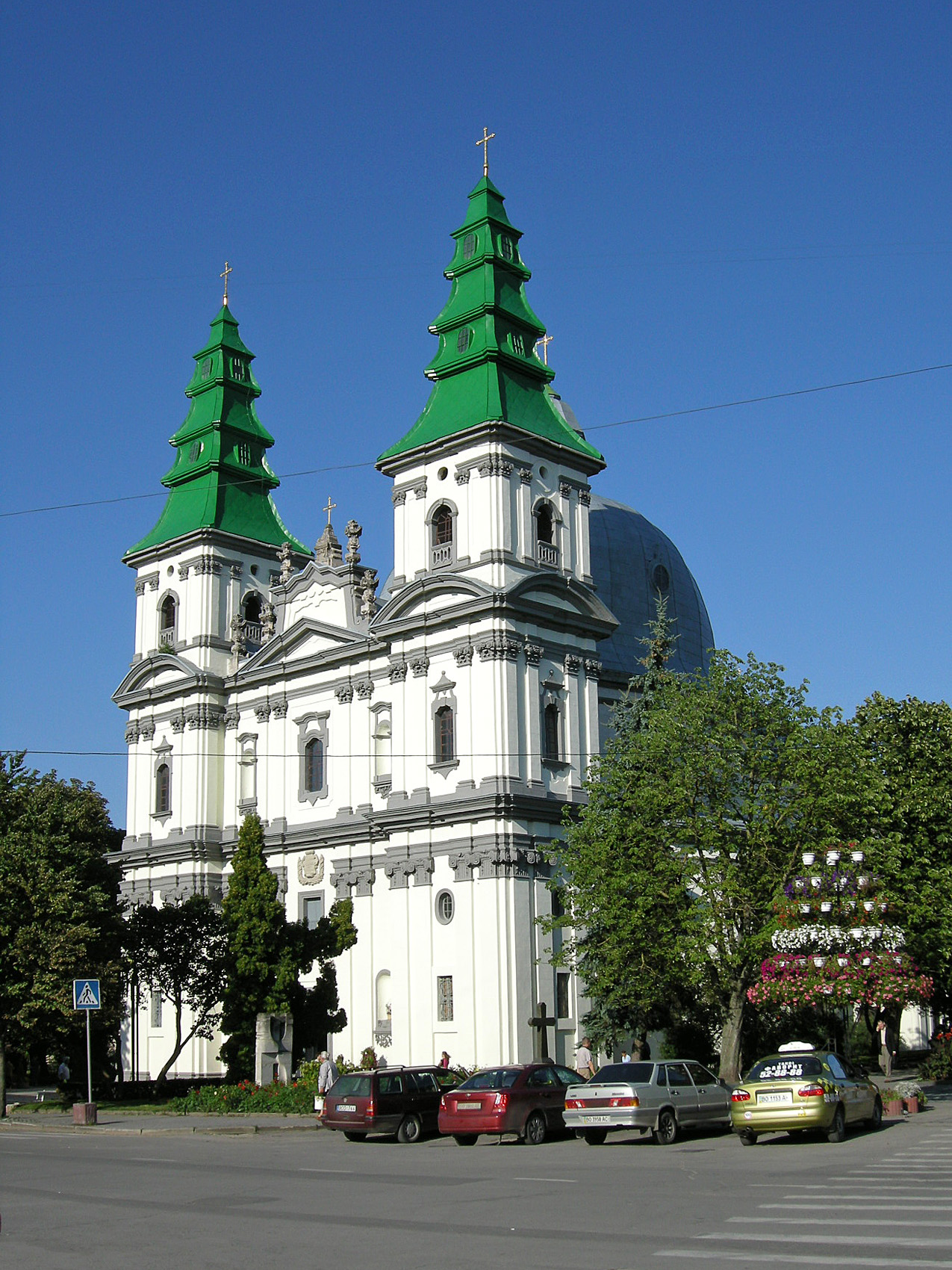
Katedrála

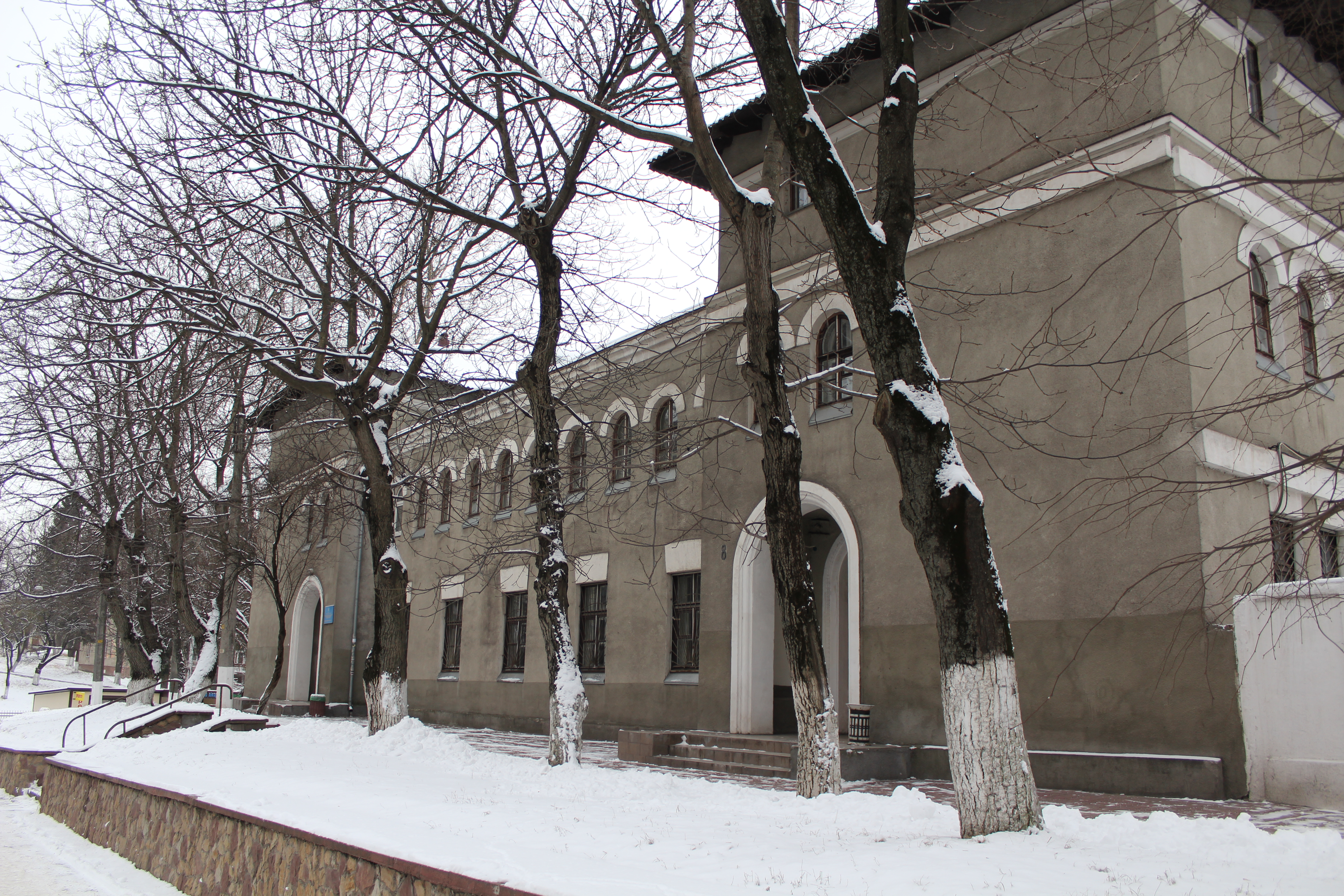
Lázně

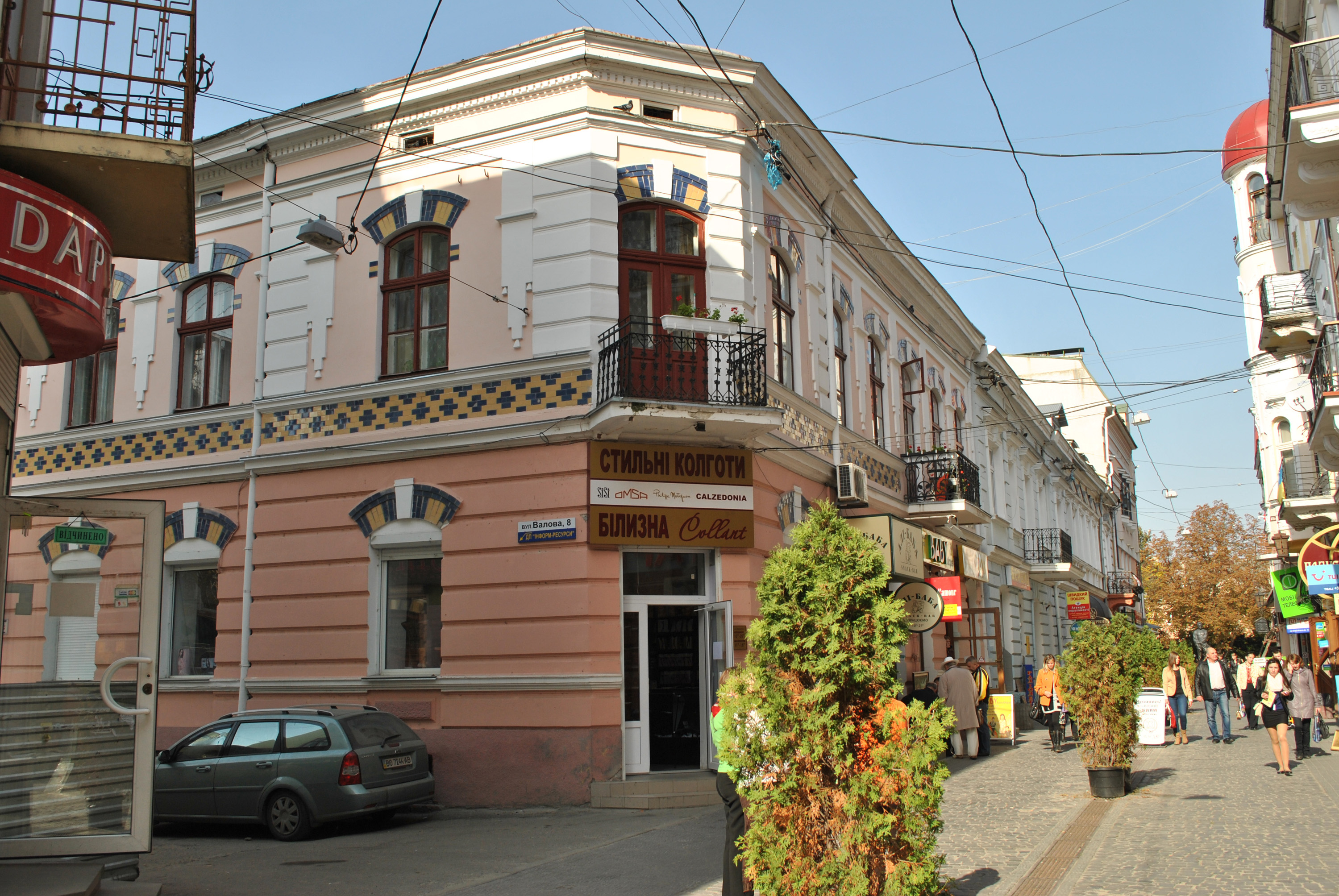
Ulička Valova v historické části města

- Ternopilský zámek, založený v 16. století, přestavěný v 19. století a po roce 1945
- Budova městských lázní
- Ternopilské akademické oblastní divadlo jménem Tarase Ševčenka

### Chrámy
- Řeckokatolická katedrála Neposkvrněného početí Panny Marie, původně Bílý kostel kláštera dominikánů z 18. století, klášter je nyní sídlem oblastního archivu
- Chrám Narození Páně
- Klášterní kostel Zmrtvýchvstání (Воздвиженська церква)

## Školství
Ternopil má více než 30 škol, vysokých škol a dalších středních škol a 10 univerzit.
- Ternopilská národní pedagogická univerzita Volodymyra Hnatjuka
- Ternopilská národní ekonomická univerzita
- Ternopilská národní technická univerzita Ivana Puluje
- Ternopilská státní zdravotnická univerzita I. Horbaczewského
- Ternopilský institut Mezioblastní akademie personálního managementu
- další

## Významné osobnosti
- Šlomo Jehuda Rappaport, pražský a český zemský rabín
- Jozef Hořica (Horitza), český učitel [4]
- František Adolf/Adlof, český učitel,[5][6]
- Stanisław Koniecpolski, polský šlechtic
- generálové Władysław Langner a Franciszek Kleeberg
- politik Volodymyr Zahajkevyč
- Aleksander Brückner, polský slavista
- ukrajinský nacionalista Jaroslav Stecko
- židovský německojazyčný spisovatel Soma Morgenstern
- izraelská politička Tova Sanhadra'i
- bývalý ukrajinský prezident Viktor Juščenko
- ukrajinský diplomat Jevhen Perebyjnis
- youtuber Tary (Taras Povoroznyk (* 1992)

## Partnerská města
- Tarnów, Polsko
- Batumi, Gruzie
- Sliven, Bulharsko
- Prudentopolis, Brazílie